# Haliotis tuberculata
Haliotis tuberculata (popularmente conhecida em português e inglês por abalone, em português por orelha, também em inglês britânico por ormer, common ormer ou green ormer, em espanhol por oreja de mar e abulone, em francês por oreille de mer ou ormeau, em italiano por orecchia marina e em alemão por meerohr) é uma espécie de molusco gastrópode marinho pertencente à família Haliotidae. Foi classificada por Linnaeus, em 1758, sendo nativa do leste do oceano Atlântico, em águas rasas do oeste da Europa, Mar Mediterrâneo, noroeste da África e oeste do Oriente Médio; também introduzida no oceano Índico (Golfo de Aqaba). Ocorre do litoral do Marrocos a Senegal, no oeste da África, onde recebeu a denominação de Haliotis speciosa Reeve, 1846, agora em desuso.

## Descrição da concha
Concha com até 8 centímetros, com superfície lisa ou rugosa de coloração variada, de cinzenta a marrom, ou de esverdeada a vermelha, geralmente marmoreada, podendo apresentar manchas em verde, branco, marrom e amarelo; dotada de estrias espirais como relevo, cruzadas por estrias de crescimento e com 4 a 7 perfurações abertas (tremata) em sua superfície. Região interna da concha madreperolada, apresentando o relevo da face externa visível.

## Distribuição geográfica
A distribuição de Haliotis tuberculata se estende pelo nordeste do oceano Atlântico, das Ilhas do Canal e costas da França (até Fermanville, marcando o extremo norte de sua distribuição original), passando por Galiza, Canárias, Cabo Verde, Açores e a costa norte da África (indo da Mauritânia ao Senegal) e adentrando o Mar Mediterrâneo, pelo Mar de Alborão, onde se apresenta com mais frequência a subespécie H. tuberculata lamellosa; indo por todo o sul da Europa ocidental e também habitando o Mar Adriático, Mar Egeu e as costas da Líbia, Egito, Israel, até mesmo introduzida no golfo de Aqaba (oceano Índico), e Síria. Ocorre do litoral do Marrocos a Senegal, no oeste da África, onde recebeu a denominação de Haliotis speciosa Reeve, 1846, agora em desuso. Foi introduzida na Irlanda, em Galway, entre 1976 e 1977. Vivem desde a zona entremarés até profundidades de 5 metros. Em 2012 foi descrita uma nova subespécie, H. tuberculata fernandesi (em Cabo Verde), com estudo comparativo entre esta e H. tuberculata coccinea (das Canárias).
Trata-se de uma espécie presente no território português, incluindo a zona económica exclusiva.

## Taxonomia
Os espécimes hoje denominados Haliotis tuberculata já estiveram sob táxon distintos no passado: Haliotis tuberculata e Haliotis lamellosa. Atualmente esta última espécie se coloca como subespécie: Haliotis tuberculata lamellosa, com Yunus D. Mgaya elaborando a seguinte chave (transcrita de Poutiers, 1993) para identificá-las:
- Concha relativamente grande. De um oval arredondado, em linhas gerais. Superfície externa com ondulações radiais bastante superficiais.[4] / Haliotis tuberculata tuberculata Linnaeus, 1758
- Concha relativamente pequena, De um oval alongado, em linhas gerais. Superfície externa com dobras radiais, fortes e irregulares.[4] / Haliotis tuberculata IamelIosa Lamarck, 1822

## Subespécies deH. tuberculata
De acordo com o WoRMS, existem quatro subespécies atualmente descritas:
- Haliotis tuberculata coccinea Reeve, 1846[12] - ex Haliotis coccinea[7]
- Haliotis tuberculata fernandesi Owen & Afonso, 2012[8]
- Haliotis tuberculata lamellosa Lamarck, 1822[11] - ex Haliotis lamellosa[1]
- Haliotis tuberculata tuberculata Linnaeus, 1758[10]